# 해군 학사사관
대한민국 해군사관후보생(大韓民國 海軍士官候補生; 영어: Officer Candidate School)은 대한민국 해군의 장교로 임관하기 위하여 해군사관학교에서 일정한 단기 군사 교육을 받는 사람을 일컫는다.  영어의 약자를 따 OCS(오시에스)라고도 부르며, 지원자는 4년제 대학 졸업자여야 하기 때문에, 해군학사사관으로도 알려져 있다. 해군사관후보생은 경상남도 진해에 있는 해군사관학교 장교교육대대에서 10주간의 교육을 수료 후 임관식을 거쳐 해군 소위 계급으로 장교로 임관하며, 통상 단기복무장교로서 3년을 근무한다. 사관후보생 과정을 통해 우수한 현역 부사관 등을 장교로 임용하기도 한다.

## 역사
해군사관후보생 선발은 일반인들에게 해군장교가 될 수 있는 문호를 개방하기 위해 해사대학(해군사관학교의 전신) 내에 특별교육대(약칭 특교대)를 설치하여 1948년 6월 29일에 제1차생이 입교함으로 시작되었다. 초기 특별교육대는 사관학교 출신장교와 더불어 해군이 필요로 하는 유능한 장교인력 수급을 목적으로, 입교자격을 그 당시 부사관 또는 전문학교 이상의 학력을 소지한 자로 제한하여, 최초에는 시설, 행정, 의무 등 일부 특과병과를 중심으로 비정기적으로 모집하였다. 1948년 제1차 74명이 처음 입교한 이래, 1967년 임관한 45차까지는 주로 특과장교를 양성, 배출하였으나, 1968년 1월에 임관한 제46차부터는 항해 등 전투병과장교 40명이 임관하였다.
1967년 제45차부터는 간부후보생으로 그 명칭이 바뀌었고, 1972년 제55차부터 사관후보생으로 개정되었다.
제 90기부터는 임관 기수 제도의 시행으로, 91기 비정기 기수를 제외한 92~101기까지는 연 1회 임관하였고, 2007년부터는 모집시기를 2회로 조정하여, 제102기와 제103기가 각각 동년 6월과 11월에 임관식을 가졌다.
2001년 7월에는 해군사관후보생 96기로 13명의 여군을 임관시켜, 2001년 11월에 그 중 6명을 여군 최초로 함정에 배치하는 등 100기까지 1만 6천여명이 양성되어 전역하였거나 현역으로 활동하고 있다.

### 연혁
- 1945년 11월 11일 - 해방병단 창단(조선해안경비대의 전신)
- 1946년 1월 17일 - 해군병학교 개교(해사대학의 전신)
- 1946년 6월 15일 - 조선해안경비대 발족(해군의 전신)
- 1948년 6월 29일 - 해사대학(해군사관학교의 전신)에 사관후보생 특별교육대 설치(사관후보생 제1차 74명 입교)
- 1948년 8월 15일 - 대한민국 정부수립, 대한민국 해군 발족
- 1948년 9월 1일 - 특교대 제1차 34명 임관
- 1967년 - 제45차부터 특교대를 간부후보생으로 명칭 변경
- 1972년 - 제55차부터 사관후보생으로 명칭 변경
- 1974년 6월 1일 - 해군사관학교 생도대에 사관후보생대 신설
- 1979년 8월 31일 - 제2사관학교로 예속 변경(71차～74차)
- 1982년 6월 28일 - 사관후보생 장학제 실시
- 1983년 8월 31일 - 제2사관학교 해체, 교육단으로 예속 변경
- 1987년 7월 1일 - 해군교육사령부 창설, 기초군사학교 장교후보생대대(3개중대)에서 사관후보생 교육 실시(78차～89차)
- 1990년 4월 4일 - 해군 특교대 장교동우회 발기
- 1996년 1월 1일 - 장교후보생대대를 해군교육사 기초교에서 해사 생도대로 이관
- 1998년 3월 1일 - 해사 장교후보생대대 제3중대, 해병대 교육훈련단 이관 해병대 사관후보생 교육 분리 실시
- 1998년 8월 8일 - 해군사관학교 OCS 생활관(제 2세병관) 준공식
- 2001년 6월 29일 - 제96기 임관식을 통해 최초로 여성 해군 사관후보생 13명 임관 (동시에 제87기 해병간부 후보생 7명도 여군장교로 임관)
- 2005년 6월 24일 - 해군사관후보생 제100기 임관식 (해군 사관후보생 232명 임관)

## 지원 자격 및 모집분야

### 지원자격
지원자는 4년제 대학교 졸업자(예정자) 또는 이와 동등 이상의 학력 소지자(예정자)로서 임관일 기준 만 20~27세의 대한민국 남자 및 여자이어야 한다. 국가고시 합격자와 박사과정 수료자는 만 29세까지, 예비역은 현역복무기간에 따라 만 30세까지 지원할 수 있다
자격을 갖춘 현역 복무자도 지원할 수 있어, 우수한 부사관 등이 해군 장교로 신분전환할 수 있는 유일한 교육 과정이기도 하다.

### 모집분야
- 병과 : 함정, 항공, 정보, 정보통신, 병기, 보급, 공병, 조함, 재정, 공보정훈, 군사경찰, 의정
- 전문요원(병과) : 영어 통역장교(항해), 어학요원(정보), 기술연구원(기관, 병기), 간호장교(간호), 교수사관(항해, 기관, 정보통신, 조함)

## 교육 및 복무
과거에는 가입교 기간을 거쳐 입교 후 18주ㆍ14주간의 교육과정을 이수 후에 소위로 임관하였으나, 제103기부터는 8주로 단축되었고, 제106기부터 10주로 다시 기간이 변경되었다. 임관 후에는 남ㆍ여 동일하게 3년(항공조종 병과는 10년) 간 의무복무를 하고 전역하게 된다. 단기복무장교로서 장기복무 또는 복무기간 연장을 원하는 경우에는 전역 전에 소정의 전형을 받아야 한다.

### 교육 및 훈련 과정
해군사관학교의 장교교육대대가 사관후보생의 양성교육 및 훈육을 맡고 있으며, 훈육장교는 대대장(해군 중령), 중대장(해군 소령), 소대장(해군 중위)으로 구성되어있다.
- 가입교 기간
  - 보급품 지급 및 신체검사, 체력검정
  - 군가 및 기본 제식훈련
  - 내무교육 및 군대예절 교육
- 군인화 단계
  - 교육과목: 정신교육, 기초군사학, 화기학, 작전전술학, 일반학
  - 주요 교육내용
    - 군인기본 제식훈련 및 정신교육, 해군 기본지식 관련 수업
    - 각종 의식 행사(옥포만 의식, 나의 다짐 행사, 참배 등)
    - 사격술, 수류탄 투척, 화생방 훈련
    - 체력단련
- 장교화 단계
  - 교육과목: 정신교육, 기초군사학, 부대 지휘관리
  - 주요 교육내용
    - 전투수영 및 해양체육(IBS), 천자봉 행군, 지휘통솔 관련 수업
    - 이충무공 전적지 답사, 해사 생도와의 교류
    - 지환식 및 사은회

### 사관후보생의 서열
군인사법 시행령 제2조 제1항 제1호는 사관후보생의 서열을 준사관 다음으로 정한다.

### 사관후보생의 법적지위
군인사법 시행령 제8조는 사관생도·사관후보생 및 학생군사교육단 사관후보생과정의 학생을 장교후보생으로 규정하며, 병역법 제2조 제1항 제4호는 장교후보생의 임관전·입영훈련기간 중 법적신분은 출신구별 없이 무관후보생(현역의 사관생도, 사관후보생, 준사관후보생 및 부사관후보생과 제1국민역의 사관후보생 및 부사관후보생)으로 규정하고 있다.

### 사관후보생의 보수
군인보수법 제20조 제1항은 "사관생도·사관후보생 등 장교후보생과 부사관후보생의 보수에 관하여는 대통령령으로 정한다" 고 규정하고 있으며, 2007년 10월 현재 사관생도 3학년의 봉급지급액과 동일한 월 268,500원을 지급하고 있다.

## 주요 출신인사
- 박옥규 - 특교대 5차, 제2대 해군총참모장(현재의 해군참모총장)[3][4][5]
- 권태춘 - 특교대 5차, 전투병과 제독(준장)[4][6]
- 이상원 - 특교대 5차, 전투병과 제독(준장)[4][6]
- 이종우 - 특교대 5차, 전투병과 제독(준장)[4][6]
- 최효용 - 특교대 5차, 전투병과 제독(준장)[4][6]
- 임병래 - 특교대 9차, 해군정보국 소속으로 작전 중 전사, 을지무공훈장·미국 은성훈장(Silver Star) 추서[7]
- 조경연 - 특교대 9차, 초대 함대항공대장, 해군의 첫 항공기 ‘해취(海鷲)호’를 제작[8]
- 김용철 - 특교대 11차, 제9대 대법원장
- 이종원 - 특교대 11차, 전 법무부장관
- 장익열 - 특교대 11차, 군의병과 제독(준장), 전 해군 의무감[9][10][11]
- 이윤환 - 특교대 26차, 시설병과 제독(준장)[6][12]
- 홍재형 - 특교대 33차, 국회부의장, 전 경제기획원장관,  제16·17·18대 국회의원
- 김기춘 - 특교대 34차, 제40대 법무부장관, 제15·16·17대 국회의원
- 이해구 - 특교대 38차, 전 내무부장관
- 전세봉 - 46차, 전 법무감, 전 조달창장
- 정의용 - 47차, 전 주제네바대사, 제17대 국회의원, 제3대 국가안보실장
- 문희상 - 50차, 대통령비서실장, 국회부의장, 제14·16·17·18대 국회의원
- 황우여 - 51차, 제15·16·17·18대 국회의원
- 박상은 - 52차, 제18대 국회의원, 전 대한제당 부회장
- 안경률 - 52차,  제16·17·18대 국회의원
- 서경석 - 53차,  전 경제정의실천시민연합 사무총장
- 진동수 - 53차, 금융감독위원장
- 김동건 - 55차, 법무법인 바른 대표변호사
- 추병직 - 62차, 제13대 건설교통부 장관
- 오거돈 - 63차, 제13대 해양수산부 장관
- 신학용 - 64차, 제17·18대 국회의원
- 김성진 - 65차, 제14대 해양수산부 장관, 제8대 중소기업청장
- 신기남 - 65차, 제15·16·17대 국회의원
- 주승용 - 65차, 제17·18대 국회의원, 여수시장
- 공성진 - 65차, 제17·18대 국회의원
- 장수만 - 65차, 제5대 방위사업청장, 전 국방부 차관
- 나성린 - 65차, 제18대 국회의원
- 이규형 - 65차, 전 외교통상부 차관, 전 주러시아대사
- 장병완 - 66차, 제18대 국회의원, 제7대 기획예산처 장관
- 윤영관 - 66차, 제32대 외교통상부 장관
- 최기문 - 66차, 제11대 경찰청장
- 이택순 - 66차, 제13대 경찰청장
- 추규호 - 66차, 주영국대사
- 황창규 - 68차, 전 삼성전자 반도체 총괄사장, KT 대표이사 회장
- 심윤조 - 70차, 전 주오스트리아대사, 제19대 국회의원
- 이규용 - 70차, 제12대 환경부 장관
- 박진 - 71차, 제16·17·18대 국회의원
- 권태균 - 71차, 제27대 조달청장
- 유진룡 - 71차, 전 문화관광부 차관
- 권오철 - 72차, 하이닉스 대표이사
- 이혜민 - 72차, 주필리핀대사
- 박일권 - 72차, 국방과학연구소 책임연구원, 세계3대인명사전 등재[13]
- 차동엽 - 72차, 신부, 저서 <무지개 원리>의 저자
- 현경병 - 80차, 제18대 국회의원
- 안교진 - 82차, 기관병과 제독(준장), 제9대 해군기초군사교육단장
- 임중재 - 84차, 항해병과 제독(소장),해군본부 정보화기획참모부장
- 김탁환 - 89차, 소설가, <불멸의 이순신>의 저자

## 같이 보기
- 학사사관
  - 육군 학사사관(KAOCS)
  - 공군 학사사관(OTS)
- 통역장교

## 자료출처
1. ↑  "여성 첫 해군 장교 13명". 주간동아
2. ↑  "충무공의 후예 해군·해병대 소위로 임관을 명받았습니다" 보관됨 2013-09-21 - 웨이백 머신. '국제일보' (2009년 11월 27일)
3. ↑  해군창설의 주역 손원일 제독 (상), 한국해양전략연구소
4. 1 2 3 4 5  장학근, 방수일, "해양개척의 선구자 박옥규", 해군본부 해군역사기록관리단, 2017.
5. ↑  OCS 임관 현황, 해군사관학교 장교교육대대
6. 1 2 3 4 5  OCS 인명부[깨진 링크(과거 내용 찾기)], 해군OCS장교중앙회
7. ↑  “임병래 중위”. 전쟁기념관. 2004년 10월 18일. 2008년 12월 25일에 확인함.[깨진 링크(과거 내용 찾기)]
8. ↑  김수민 (2004년 7월 19일). “해군 항공의 역사”. 국방일보. 2008년 12월 25일에 확인함.[깨진 링크(과거 내용 찾기)]
9. ↑  장익열 - 2회차 면담, 한국학중앙연구원 현대한국구술자료관
10. ↑  OCS 인명부 - 특교대 11차[깨진 링크(과거 내용 찾기)], 해군OCS장교중앙회
11. ↑  장익열 제독 별세 보관됨 2022-01-21 - 웨이백 머신, 성우회
12. ↑  이윤환 제독 별세(특교26) 보관됨 2022-01-21 - 웨이백 머신, 성우회
13. ↑  ADD 박일권 박사, 세계 3대 인명사전 동시 등재(데일리안,2007.12.20)

- 대한민국 해군
- 해군사관학교
- 해군 군사학교 창설 국가기록원

## 참고 자료
- 군인사법
- 군인사법 시행령